# Arkon
Arkon es un personaje ficticio que aparece en los cómics publicados por Marvel Comics. Él es un señor de la guerra y gobernante del mundo extradimensional de Polémaco. La presunción del personaje es que es un héroe del género de la espada y brujería, en un mundo de superhéroes modernos.

## Historial de publicación
Apareció por primera vez en Avengers # 75 (abril de 1970), y fue creado por Roy Thomas y John Buscema.
Durante una entrevista con el cocreador John Buscema, Roy Thomas recordó: "Presentamos otra de nuestras creaciones más populares, Arkon el Magnífico. Tenía la sensación del John Carter de Marte de Edgar Rice Burroughs cruzado con Conan".

## Biografía
Arkon nació de la nobleza en el mundo extradimensional Polemachus. La gente del Reino de Polemachus desarrolló una cultura que glorificaba la guerra, y Arkon logró convertirse en el guerrero más grande de su pueblo. Nombrado como el Imperion (gobernante) del país más grande de Polemachus, Arkon montó campañas militares contra los países vecinos en un intento de conquistar el mundo. Sus sueños fueron olvidados cuando Polemachus se enfrentó a una catástrofe mundial en la que los anillos planetarios que proporcionaban luz y calor se estaban desintegrando. Los científicos de Arkon determinaron que las explosiones atómicas producidas en la Tierra de alguna manera eran extra-dimensionalmente transportadas para reavivar los anillos alrededor de un año. Aunque Polemachus no había desarrollado armamento nuclear, los científicos predijeron que si aniquilaran atómicamente a la Tierra, los anillos del planeta serían restaurados al poder.
Con este objetivo, Arkon manipuló a la heroína conocida como la Bruja Escarlata para que ésta recitara un hechizo mágico encontrado en un libro de Polemachus para permitir que Arkon fuera transportado a la Tierra. Atraído a la Bruja Escarlata y con la intención de casarse con ella, Arkon la secuestra, así como a un grupo de científicos atómicos. Los científicos son obligados a construir un artefacto atómico. Antes de que Arkon pudiera detonar la Tierra, sin embargo, el equipo de la Bruja Escarlata, Los Vengadores, luchan contra Arkon. Iron Man y Thor logran reavivar los anillos de Polemachus a través de un dispositivo diseñado por Stark, y Arkon cesa las hostilidades con la Tierra.
Los Vengadores tuvieron motivos para visitar el mundo de Arkon cuando su compañero, el Caballero Negro, fue secuestrado por Arkon al buscar el Bien en el Centro del Tiempo. Arkon cesó hostilidades con Los Vengadores cuando se enteró de que estaba siendo engañado por la asgardiana Amora la Encantadora, y luego se reconcilió con Los Vengadores.
A pesar de que su mundo ahora poseía la capacidad de las armas atómicas, Arkon no estaba satisfecho con la cantidad de tiempo que tardó en construir un arsenal nuclear. Por lo tanto, ideó un plan para que tres mundos extradimensionales (uno de los cuales era la Tierra), lucharan uno contra el otro, con la esperanza de que la energía de la conflagración nuclear resultante pudiera ser absorbida por su mundo. Sus elaboradas maquinaciones fallaron debido a los esfuerzos de los Cuatro Fantásticos.
Arkon se vio obligado a regresar a la Tierra una vez más, cuando la máquina que Iron Man alguna vez había construido para encender los anillos de Polemachus fallaron debido a que Arkon le hizo unos pequeños ajustes. Arkon viajó a la Tierra para reclutar a Thor y así encender la máquina, pero como Thor había dejado a Los Vengadores ese tiempo, él se llevó a la mutante Storm, quien también tenía la capacidad de convocar relámpagos, obligando a sus compañeros X-Men a ir tras ellos. Después de una dura batalla, el conflicto se resolvió amistosamente. Storm, a través de los rayos ópticos de Cíclope, ayudó a revitalizar los anillos energéticos, y Arkon regresó a Storm y sus compañeros a la Tierra. En otra ocasión, los Cuatro Fantásticos y los X-Men ayudaron a Arkon a eliminar una invasión extradimensional a Polemachus por parte de la raza alienígena de los Badoon.
Arkon una vez más se vio obligado (a través de una sugerencia en un sueño) a volver a la Tierra, debido a que una película de Hollywood sobre él había sido hecha. Este persuasión subliminal fue creada por Amora la Encantadora. Ella le había dado la tarea de matar al Doctor Strange la campaña "Acts of Vengeance" (donde los villanos más importantes se unieron y trataron de ver si "intercambiar" enemigos daría lugar a la derrota de los héroes). Arkon luchó contra Wonder Man para castigarlo por aparecer en las películas de "Arkon", y le dijo que advirtiera al estudio que no hicieran más películas. La Encantadora engaña a Arkon para combatir a Strange, pero con la ayuda de Clea, ambos son capaces de vencerla.
Algún tiempo después, Arkon viaja a la Tierra para emplear a los Vengadores de la Costa Oeste y a los Cuatro Fantásticos como peones en su guerra contra su rival monarca, Thundra, hasta que hizo la paz con ésta después de darse cuenta de que ambos compartían una fuerte atracción. Más tarde, con Thundra como su consorte, Arkon buscó la ayuda de Los Vengadores para reparar los anillos de energía de Polemachus y para proteger a la doncella Astra de convertirse en un sacrificio humano para los fanáticos religiosos de Polemachus, liderados por el alto sacerdote Anskar.
Durante la historia de Secret Wars, Arkon se encuentra en el dominio de Battleworld de Weirdworld. Después de muchos intentos fallidos de encontrar su reino Polémaco, Arkon finalmente llegó al final del Mundo Extraño y descubrió que era una isla flotante. Estaba listo para descender del acantilado para enfrentar su destino en el suelo debajo cuando un dragón descontrolado apareció de la nada. Al ver esto como su oportunidad de encontrar finalmente su reino, Arkon robó a la bestia de los ogros que intentaron controlarla y la recorrió a través del cielo de Weirdworld solo para ser capturada por monos que usaban un pez extraño y una línea para sacar al dragón del río del cielo al fondo del mar. Encarcelado solo en una celda con las manos atadas, Arkon recurre a la fuerza bruta corriendo de cabeza contra las paredes para escapar de su cautiverio en Apelantis. Si bien no resulta en su escape, las acciones de Arkon atraen la atención de un cristalino llamado Warbow. Warbow le explica a Arkon que, si bien ha podido escapar de la prisión por sí solo, siempre es capturado por los monos submarinos antes de que pueda alcanzar la superficie de la laguna. Warbow ofrece ayudar a Arkon a escapar con la esperanza de que ambos puedan manejarlo juntos y salvar a su príncipe prisionero Crystar, donde encuentran sus piezas en una bolsa. Mientras Arkon lucha contra los monos submarinos, sueña con la casa a la que desea regresar. Cuando describe el mundo, se da cuenta de la tristeza de que está perdiendo la memoria de su hogar. Después de llegar a un lugar seguro, Warbow le dio a Arkon su mapa como había prometido. Pero para sorpresa de Arkon, tenía muchos lugares que nunca había visto en su viaje a través de Weirdworld. Enfurecido, Arkon dejó a Warbow y continuó su búsqueda de Polémaco. Perdido, Arkon terminó en el "Swayin 'Saloon" donde Cráneo el Asesino lo estaba esperando. 
Mientras bebía, Cráneo el Asesino reveló a Arkon que fue enviado por Morgan le Fay para matarlo y ambos comenzaron a pelear. En un intento fallido de matarse a sí mismo, así como a su enemigo, Arkon cortó las cuerdas que mantenían el salón suspendido y cayeron en el pantano de abajo. Cuando Arkon recobró el conocimiento después de la caída, se encontró atrapado en enredaderas y rodeado por los Hombres Cosa. Arkon comenzó a alucinar al ver a Polémaco al revés cuando Skull lo liberó de las enredaderas atacándolo ferozmente. Arkon logró obtener uno de sus Pernos de batalla y venció a su enemigo. Antes de que pudiera matarlo, fue inmovilizado por el toque ardiente de uno de los Hombre-Cosas. Esta vez, Arkon alucinó sobre su peor miedo... Polémaco ardiendo delante de sus ojos. La alucinación terminó con la llegada de la Reina del Pantano de los Hombres Cosa, una versión de Jennifer Kale, quien está detrás de la rebelión contra Morgan le Fay. Después de una breve conversación con los dos guerreros, la Reina del Pantano los obligó a enfrentar sus temores para sobrevivir y convertirse en sus aliados contra Le Fay. Sin embargo, solo Skull aceptó la oferta para convertirse en su aliada. Arkon huyó del Bosque del Hombre, habiendo recordado el camino que llevaba a Polémaco. Al llegar a la roca que se suponía que era la entrada a su reino, Arkon se encontró una vez más frente a un acantilado al final de Weirdworld. Lleno de tristeza y rabia, Arkon apuntó a uno de sus Tornillos de batalla hacia su propia barriga, listo para suicidarse, sin saber que Polémaco estaba en Weirdworld, suspendido boca abajo como la parte inferior de la isla flotante. En el último minuto, Arkon se dio por vencido y se suicidó, prefiriendo usar su ira para conquistar Weirdworld para convertirlo en su nuevo reino. Fue confrontado por la reina bruja le Fay y su ejército de ogros. Después de haber sido alcanzado por un misil lanzado por los ogros, Arkon cayó de Weirdworld y finalmente vio su reino debajo de él antes de ser salvado de una muerte segura por la Reina del Pantano y su Hombre-Cosas que estaban acompañados por un ejército compuesto por los otros habitantes de Weirdworld. incluyendo Cráneo el Asesino, Warbow, un ejército de Elfos, un ejército de Eyemazons, un ejército de Hombres Lobo, y el Crystar resucitado. Una batalla feroz se produjo entre las fuerzas de la reina del pantano y las fuerzas de le Fay por el destino de Weirdworld. Sin embargo, ninguno de ellos salió victorioso cuando Battleworld se derrumbó después de que el Dios Emperador Doom fue derrotado durante la Guerra Secreta. Con Weirdworld ahora parte de la Tierra-616 y ubicado en el Triángulo de las Bermudas, Arkon reanudó su viaje para encontrar a Polémaco.
Como parte del evento All-New, All-Different Marvel, Arkon sigue buscando a Polémaco y se encuentra con los sobrevivientes del avión que se estrelló en Weirdworld al atravesar el Triángulo de las Bermudas. Él los salva y les dice que necesitan alejarse del accidente del avión.
Cuando Arkon fue visto en la Tierra, Thundra y Tyndall llegaron en busca de ayuda para encontrarlo. Su búsqueda de Arkon fue interrumpida por la llegada de Warbow y sus Guerreros de Cristal, los Hombres de Magma y los Elfos Salvajes de Klarn cuando Thundra le dice a Tyndall que encuentre al Escuadrón Supremo. Cuando el Escuadrón Supremo, Tyndall y Thundra terminan en Weirdworld, son emboscados por Arkon. Se descubrió que Arkon ha sido poseído por una locura malvada mientras ayuda a Modred y a la mujer guerrera a acabar con Nighthawk, Blur y Tyndall. Cuando los tres llevan a Nighthawk, Blur y Tyndall a un castillo específico, lo encuentran habitado por un revivido Doctor Druid.

## Poderes y habilidades
Arkon posee una variedad de habilidades sobrehumanas incluyendo fuerza, velocidad, resistencia, agilidad, reflejos y durabilidad sobrehumanos. Arkon también posee un factor de curación acelerado que le permite sanar rápidamente los tejidos dañados en caso de sufrir una lesión. Mientras que todo su pueblo posee estas mismas características físicas, Arkon está mucho más desarrollado que la mayoría de su raza.
Arkon es un astuto estratega militar. Es un extraordinario combatiente cuerpo a cuerpo, y es muy hábil en el uso de espadas y sus armas arrojadizas, diseñadas por científicos y artesanos de Polemachus.
Arkon maneja una colección de tres armas de energía en forma de rayos estilizados, los cuales se llevan en un carcaj. Cada uno de estos rayos tiene una función y color específicos. Los rayos dorados sirven para abrir puertas de enlaces a diferentes planos dimensionales. Los rayos negros y escarlata son utilizados como armas ofensivas y generan poderosas explosiones al golpear a su objetivo. Arkon también lleva un escudo.
Arkon ha sido conocido por montar reptiles similares a dinosaurios, algunos de los cuales caminan en dos patas y otros en cuatro. Otros reptiles que utiliza llevan alas, dándole la capacidad de transportarse en el aire.

## Otras versiones

### JLA/Avengers
Arkon, Thundra, y todo Polemachus fueron vistos por última vez siendo eliminados por Krona durante el crossover, JLA / Avengers. Sin embargo, ya que esto tuvo lugar en una historia entre compañías, Arkon, Thundra, y Polemachus fueron restaurados a la normalidad después de que terminó la serie. Esto se evidencia aún más por las posteriores apariciones de Thundra en el Universo Marvel desde que la serie terminó.

### Tierra-65
En este universo, Arkon es un personaje en un juego de rol de mesa.

## En Otros Medios

### Televisión
- Arkon apareció en el episodio de dos partes de X-Men Temporada 5, Cap. 69 "El Frente De La Tormenta 1", con la voz de Paul Haddad.[25] Arkon, desencadena terribles condiciones meteorológicas más en Washington D. C. para obtener la atención de Tormenta. Cuando llega a sofocar el tiempo, le suplica para regresar con él a su planeta Polemachus para salvarlo del caos meteorológico que amenaza su pueblo. Tormenta acepta venir, pero tanta intrigada por este líder dinámico y un poco sospechoso, ella sale una pista para los otros X-Men a seguir. Una vez que Tormenta salva el planeta que es la salvadora proclamada de Polemachus y Arkon le pide casarse con él. Ella lo deja después de saber que sus barcos están trayendo miles de esclavos de los planetas cercanos y sabe que Arkon es un tirano.
- Arkon aparece en la serie de Hulk and the Agents of S.M.A.S.H., Temporada 1, Cap. 24 "Cazador Cazado"[26] con la voz de Liam O'Brien.[25]Hulk se encuentra con Arkon en la Isla Monstruo, donde Arkon caza a Hulk y al bebé Goom. Cuando Arkon logra capturar a Hulk y el bebé Goom, que los coloca en jaulas diferentes en su nave. También se muestra que Arkon había capturado al adulto Goom para que pueda elevar a los bebés Goom para ayudarle a cazar héroes de la Tierra. Con la ayuda de los Goom, Hulk se estrella contra la nave de Arkon. Al encontrar que sus rayos faltan, Arkon se convierte en la presa mientras se disipará por monstruos de la Isla Monstruo.

### Videojuegos
Arkon aparece como un personaje jugable en Lego Marvel Vengadores.